# Odd Uhrbom
Odd Nils Gustaf Uhrbom, född 4 oktober 1941 i Norrköping, död 17 november 2020 i Uppsala, var en svensk dokumentärfotograf, uppväxt i Köping. Han åkte bland annat till Afghanistan, Bolivia och Frankrike på fotografiska uppdrag. Uhrbom är bland annat känd för boken Gruva (1968) med texter av Sara Lidman.
Uhrbom avled i sviterna av covid-19, 79 år gammal. Han är gravsatt på Hovdestalunds kyrkogård.